# Zespół Wolframa

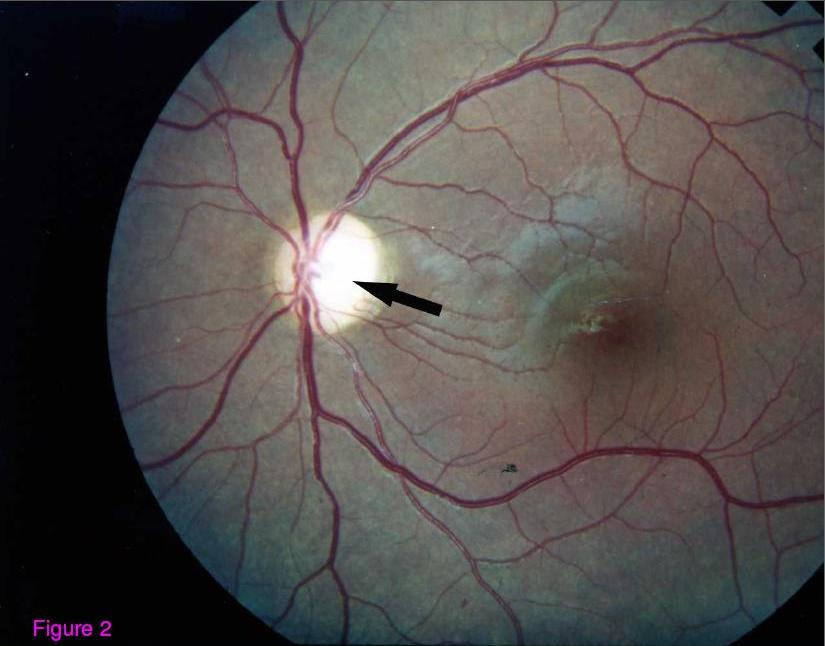
Obraz dna lewego oka u 14-letniego chłopca z cukrzycą, obniżoną ostrością wzroku i atonią dróg moczowych, u którego rozpoznano zespół Wolframa. Widoczny zanik nerwu wzrokowego bez cech retinopatii cukrzycowej

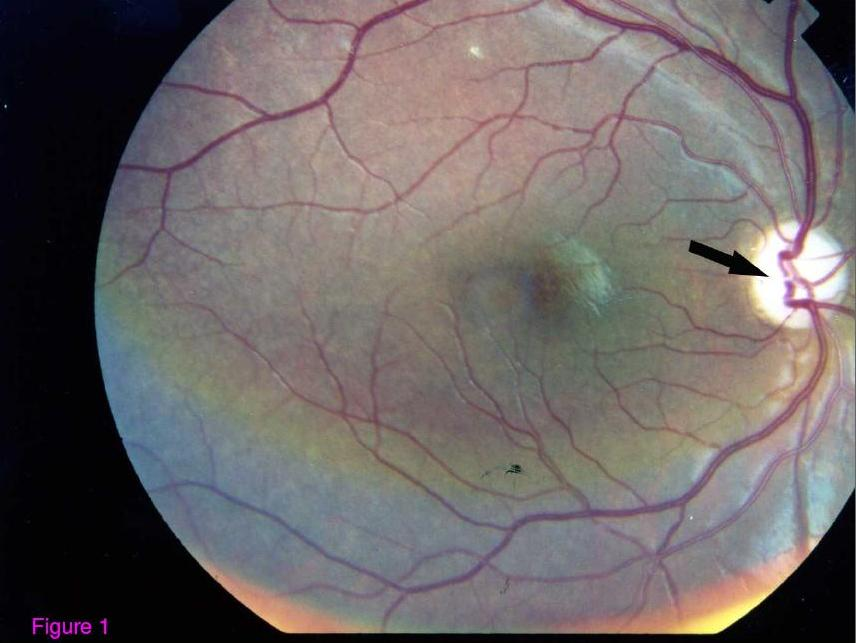
Obraz dna prawego oka z widocznym zanikiem nerwu wzrokowego bez cech retinopatii cukrzycowej, u tego samego pacjenta

Zespół Wolframa (zespół DIDMOAD, ang. Wolfram syndrome, DIDMOAD syndrome) – rzadka, genetycznie uwarunkowana choroba neurodegeneracyjna objawiająca się cukrzycą, atrofią nerwu wzrokowego i głuchotą. Ponadto zajęte są ośrodkowy układ nerwowy (zwłaszcza pień mózgu). Znane są trzy podtypy choroby (WFS1, WFS2 i postać mitochondrialna). 

## Historia
Zespół opisali pierwsi Don J. Wolfram i H.P. Wagener z Mayo Clinic w 1938 roku, u czwórki spośród ośmiorga rodzeństwa. Współwystępowanie cukrzycy i zaniku nerwu wzrokowego opisał już Albrecht von Gräfe w 1858 roku. W 1976 roku Pilley i Thompson zaproponowali akronim DIDMOAD na określenie choroby.

## Epidemiologia
Zespół Wolframa jest rzadką chorobą. Częstość występowania szacuje się na 1:770000, a nosicielstwo mutacji na 1:354. Większość pacjentów nie osiąga wieku 50 lat.

## Etiologia i patogeneza
Wyróżnia się trzy postaci zespołu: WFS1, WFS2 i postać mitochondrialną.
U większości chorych z zespołem Wolframa stwierdza się mutację genu WFS1 zlokalizowanego na chromosomie 4 w locus 4p16.1. Mutacje w genie WFS1 mogą mieć charakter delecji, insercji, transwersji lub tranzycji. Gen WFS1 koduje białko o niepoznanej do końca funkcji, nazwane wolframiną. Ekspresja genu WFS1 jest szczególnie duża w sercu, mózgu, płucach, uchu wewnętrznym i trzustce. Wolframina w komórce znajduje się w retikulum endoplazmatycznym. Być może funkcja wolframiny polega na udziale w transporcie cytoplazmatycznym białek, obróbce prekursorów białek (np. proinsuliny do insuliny) i wewnątrzkomórkowej regulacji stężenia jonów wapnia. Zwracano uwagę na dysfunkcję mitochondriów w tej jednostce chorobowej. Moczówka prosta w zespole DIDMOAD ma pochodzenie prawdopodobnie ośrodkowe – udowodniono niedobór wazopresyny u pacjentów.
Rzadsza postać zespołu (WSF2) związana jest z mutacjami genu CISD2 w locus 4q22-q24.
Opisano też trzecią, najrzadszą postać choroby, prawdopodobnie związaną z mutacjami mtDNA.

## Objawy i przebieg
W zespole Wolframa stwierdza się współwystępowanie:
- moczówki prostej pochodzenia ośrodkowego (diabetes insipidus),
- cukrzycy (diabetes mellitus),
- zaniku nerwu wzrokowego, jedno- lub obustronnie (optic atrophy),
- głuchoty (deafness) o charakterze czuciowo-nerwowym

Akronim składowych zespołu (DIDMOAD) używany jest zamiennie z terminem zespołu Wolframa.
Ponadto istnieją doniesienia o innych charakterystycznych dla zespołu objawach, głównie ze strony układu nerwowego:
- oczopląs
- opóźnienie umysłowe
- zaburzenia hematologiczne[13]
- drgawki
- ataksja
- atonia dróg moczowych[14][15]
- neuropatia obwodowa
- demencja
- depresja
- psychoza
- zespół Parinaud[16]
- zmiany atroficzne w mózgu.

Większość pacjentów z zespołem Wolframa ma zaburzenia psychiczne. W serii 68 pacjentów 60% z nich miało w wywiadzie epizod depresji, psychozy lub rozpoznany zespół organiczny. Charakterystyczna jest kompulsywna agresja, słowna i czynna. Donoszono także o znacznym odsetku prób samobójczych wśród członków rodzin pacjentów z zespołem Wolframa. Wysunięto hipotezę, że heterozygotyczni nosiciele mutacji (około 1% populacji Stanów Zjednoczonych) są predysponowani do zaburzeń psychiatrycznych.